# Берге, Стиг Андре
Стиг Андре Берге (норв. Stig André Berge, р.20 июля 1983) — норвежский борец греко-римского стиля, призёр чемпионатов мира и Европы.

## Биография
Родился в 1983 году в Осло. В 2007 стал серебряным призёром чемпионата Европы. В 2008 году принял участие в Олимпийских играх в Пекине, но там занял лишь 19-е место. В 2012 году на Олимпийских играх в Лондоне стал 13-м. В 2014 году завоевал бронзовую медаль чемпионата мира. В 2016 году стал бронзовым призёром Олимпийских играх в Рио-де-Жанейро. В 2018 и 2019 годах вновь завоевал серебряные медали чемпионата Европы.